# Roger Peterson
Roger Peterson (ur. 1 grudnia 1980 w Savaneta) – holenderski wokalista i autor tekstów, związany z zespołami Intwine i Orange Grove. Uczestnik pierwszej edycji holenderskiego Idola.

## Dyskografia

### Albumy solowe
- The R&M Project (2000)

### Intwine
- Intwine (Dureco, 2003)
- Perfect (V2, 2004)
- Pyrrhic Victory (V2, 2006)
- Kingdom of Contradiction (Tiefdruck-Musik/Universal, 2009)